# Піреноїд

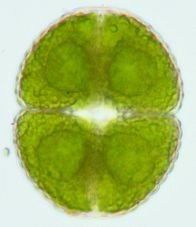
Водорість Cosmarium ochthodes з 4-ма круглими піреноїдами

Піреноїд (від грец. pyrēn — кісточка, ядро та éidos — вигляд) — клітинна органела. міститься всередині або на поверхні хлоропластів багатьох водоростей, а також деяких представників антоцеротовидних. Є центром фіксації вуглекислого газу. Складається з центрального тіла білкової природи — матрикса, або строми, та крохмальної обкладки. Іноді крохмальна обкладинка відсутня. Там, де розташовується піреноїд — утворюється крохмаль. Відсутність чи наявність піреноїда є вагомою систематичною ознакою.